# Robert Cooter
Robert D. Cooter, né le 2 mai 1945, est un économiste américain, pionnier dans le domaine du droit et de l'économie.

## Biographie
Robert Cooter a commencé à enseigner dans le département d'économie de l'Université de Californie à Berkeley en 1975 et a rejoint Boalt Hall en 1980. Il fut l'un des membres invités de l'Institut d'études avancées de Princeton et a reçu de nombreuses distinctions notamment le prix Guggenheim, le professorat de recherche Jack N. Pritzker de la faculté de droit de l'université Northwestern, et plus récemment le prix de recherche Max Planck. Il fut un invité Olin à la faculté de droit de l'université de Virginie et a dispensé des séminaires à l'université de Cologne en 1989.
Il est le coéditeur de la Revue internationale de droit et d'économie et l'un des fondateurs de l'Association américaine de droit et d'économie dont il a été le président de 1994 à 1995. En 1999, il fut élu à l'Académie américaine des arts et des sciences.